# Disturbing the Peace
Pour plus de détails, voir Fiche technique et Distribution.
Disturbing the Peace est un film d'action américain réalisé par York Alec Shackleton, sorti en 2020.

## Synopsis
Texas Rangers dans une petite ville tranquille, Jim Dillon (Guy Pearce) est hanté par un traumatisme qui l'a poussé à quitter son poste. Lors d'une prise d'otages, il a accidentellement tiré sur son coéquipier, qui est depuis plongé dans un coma profond. Dix ans plus tard, son coéquipier décède et Jim, pris de remords, s'est juré de ne plus toucher une arme de sa vie. 
Désormais Marshall à Horse Cave, il mène maintenant une vie tranquille dans cette bourgade. Jusqu'au jour où une bande de motards violents et mal intentionnés débarquent pour semer la terreur. Ils n'ont qu'une ambition, intercepter un camion blindé transportant quinze millions de dollars. Pris en otage avec d'autres habitants, Jim réussit à se libérer pour contrer les pillards. Déterminé à protéger sa ville et ses citoyens, Jim va être obligé de revenir sur ses promesses pour se débarrasser d'eux.

## Fiche technique
- Titre original et français : Disturbing the Peace
- Réalisation : York Alec Shackleton
- Scénario : Chuck Hustmyre
- Montage : Michael James et Mike Kuge
- Musique : Michael Thomas
- Photographie : Curtis Petersen
- Production : Michael Philip, Mary Aloe et Daniel Grodnick
- Sociétés de production : Voltage Pictures, Grodnik/Aloe et Wonderful Media Productions
- Sociétés de distribution : Momentum Pictures et Voltage Pictures
- Pays d'origine :  États-Unis
- Langue originale : anglais
- Format : couleur
- Genre : action
- Durée : 91 minutes
- Dates de sortie  :
  - États-Unis : 17 janvier 2020
  - France : 26 février 2020 (DVD)

## Distribution
- Guy Pearce (VF : Thibault Belfodil) : Jim Dillon, Marshall de Horse Cave, ex-Texas Rangers
- Devon Sawa : Diablo
- Blake Shelton : Melissa Joan Graham
- Kelly Greyson : Catie Reynolds
- Michael Sirow : Matt Reynolds
- Barbie Blank : Amanda
- Jacob Grodnik : Jarhead
- Michael Bellisario : Pyro
- Dwayne Cameron : Diesel
- Elle E. Wallace : la directrice de la banque
- Blake Shelton : Melissa Joan Graham
- Jay Willick : Alex
- Veralyn Venezio : Candi
- John Lewis : Shovelhead
- Dan Southworth : Steve
- Terence J. Rotolo : Spider
- Timothy Timms : Dirty Bob
- Luke Martin Collins : le maire Roger Cochran
- Steve Hodges : Martin Boseman

## Production

### Tournage
Le tournage se déroule à Chicago pour la scène d'introduction et à Horse Cave.